# Kulu Shaw Boe District
Kulu Shaw Boe District är ett distrikt i Liberia.   Det ligger i regionen Sinoe County, i den sydöstra delen av landet, 210 km öster om huvudstaden Monrovia.